# Patient Blood Management
Il Patient Blood Management (PBM) è un approccio multimodale e multidisciplinare adottato per limitare l'uso e la necessità di trasfusioni di sangue in tutti i pazienti a rischio, con l'obiettivo di migliorarne i risultati clinici, affrontando i fattori di rischio trasfusionale modificabili, ancora prima che sia necessario ricorrere alla trasfusione stessa.
Sebbene il PBM di solito si riferisca a pazienti chirurgici, il suo utilizzo clinico si è gradualmente evoluto negli ultimi anni e ora si riferisce anche a condizioni non chirurgiche.

## Caratteristiche
Il PBM è una strategia incentrata sul paziente volta a ridurre al minimo l'uso di emocomponenti e migliorare i risultati nei pazienti.
Il ricorso a trasfusioni è un fattore di rischio rilevante per molte complicanze osservate in pazienti ricoverati, tra cui la TRALI e le infezioni nosocomiali e può contribuire ad un peggior outcome del paziente, determinando un maggior rischio di morbilità e mortalità.
Il PBM ha tre obiettivi principali:
1. migliorare il volume corpuscolare dei globuli rossi, compresi trattamenti stimolanti l'eritropoiesi e integratori di ferro e vitamine;
2. ridurre al minimo la perdita di sangue, ad esempio ottimizzando le tecniche chirurgiche e anestetiche, il trattamento con acido tranexamico e il deposito autologo del sangue;
3. sfruttare e ottimizzare la tolleranza all'anemia promuovendo la massima funzionalità polmonare e cardiaca e applicando una soglia trasfusionale restrittiva.[3]

Da quando è stato descritto per la prima volta, numerosi ricercatori hanno cercato di combinare i singoli elementi di questi tre obiettivi, al fine di promuovere la gestione ottimale del paziente in vari contesti clinici. Uno dei più importanti campi di applicazione del PBM è in ambito peri-operatorio.
Alcuni dei rischi e delle complicanze storicamente legati alle trasfusioni di sangue (ad esempio la trasmissione di agenti patogeni) sono stati in gran parte mitigati grazie ai progressi della medicina trasfusionale. Tuttavia, l'anemia e le trasfusioni sono associate ad un aumento della morbilità e della mortalità nei pazienti chirurgici (un paziente sottoposto ad un intervento di chirurgia maggiore in condizione di anemia può avere un rischio di mortalità maggiore dal 3% al 10%), e l'applicazione sistematica di un programma PBM nel periodo peri-operatorio è stata costantemente applicata per migliorare i risultati clinici dei pazienti dopo interventi chirurgici.
In seguito, il programma PBM è stato esteso per includere indicazioni non chirurgiche, e ricercatori hanno tentato di applicare questo approccio a diverse condizioni cliniche, inclusi i pazienti critici nelle unità di terapia intensiva, i pazienti con disturbi epatici o insufficienza cardiaca e in ostetricia.
L’implementazione di questi percorsi diagnostico-terapeutici multidisciplinari può infine apportare un contenimento della spesa sanitaria, con una riduzione del 10-20% dei costi trasfusionali.

## Storia
Il termine “Patient Blood Management” è stato utilizzato per la prima volta nel 2005 dal professor James Isbister, un ematologo australiano, che riteneva che l'attenzione della medicina trasfusionale dovesse essere cambiata, dall'emocomponente al paziente.
Durante una sessione della Assemblea mondiale della sanità nel 2010 fu adottata la risoluzione WHA63.12, che riportava raccomandazioni sulla sicurezza e disponibilità degli emocomponenti. Il PBM consisteva inizialmente in tecniche farmacologiche e non farmacologiche, da adottare prima, durante e dopo l’intervento chirurgico, per evitare che il paziente arrivi in sala operatoria in condizione di anemia.
L’Italia è il primo paese in cui il PBM è supportato ufficialmente da un ministero. Nel 2013 fu citato all’interno del Programma di autosufficienza nazionale del sangue e dei suoi prodotti del Centro nazionale sangue. Nel 2014 vennero emanate le linee guida del PBM in Italia, articolate in 6 moduli: sanguinamento critico e trasfusione massiva; peri-operatorio; patologie mediche acute o croniche; terapia intensiva; ostetricia; pediatria/neonatologia. Nel 2015 furono pubblicate le "Raccomandazioni per l’implementazione del programma di Patient Blood Management", primo ufficiale documento di PBM italiano; il Decreto del Ministro della Salute del 2 Novembre 2015, definì ed implementò sul territorio nazionale specifici programmi, con particolare riferimento alla preparazione del paziente agli interventi chirurgici programmati.